# Võ Nguyên Giáp
Võ Nguyên Giáp   (Lộc Thủy, 25 d'agost de 1911 - Hanoi, 4 d'octubre de 2013) fou un militar i polític vietnamita. Va ser comandant de les forces del Vietnam comunista entre 1946 i 1976 i és considerat per molts com el gran estratega responsable de les derrotes de França i els Estats Units contra el Vietnam, i un dels estrategues militars més destacats del segle xx.

## Biografia

### Orígens i vida familiar
Nascut en el si d'una familia camperola acomodada, va estudiar dret, ciències polítiques i economia a la universitat de Hanoi. Fill de Võ Quang Nghiem i Nguyễn Thị Kien, a l'edat de 16 anys, va començar a anar a un liceu francès anomenat Quốc Học a Hue, però va ser expulsat després de dos anys per organitzar una vaga estudiantil. Giáp va ser també Ministre de l'Interior durant la presidència de Ho Chi Minh al Viet Minh, cap militar del Viet Minh, cap de l'Exèrcit Popular del Vietnam i ministre de Defensa. Així mateix va ser membre del Politburó del Partit dels Treballadors del Vietnam, el qual es va transformar en el Partit Comunista del Vietnam el 1976.
L'any 1939 es va casar amb la també activista Nguyễn Thị Quang Thái, amb qui va tenir una filla, Hong Anh. Al 1944 va enviudar de la seva primera esposa i al 1946 es va tornar a casar amb Dang Bich Ha amb qui va estar casat fins a la seva mort l'any 2013 i amb qui va tenir 2 filles, Vo Hoa Binh al 1951 i Vo Hanh Phuc al 1952 i dos fills, Vo Dien Bien al 1954 i Vo Hong Nam, al 1956.

### Activisme polític
Va exercir de periodista i professor fins a l'any 1930, quan va ser arrestat per donar suport a les vagues d'estudiants, motiu pel qual va passar 13 mesos a la presó. Un cop alliberat, l'any 1931 es convertí en militant comunista i va ser actiu en les protestes contra el domini francès a la Indoxina.
El setembre de 1939, després de la prohibició del Partit Comunista, Giáp es traslladà a la Xina on va conèixer Ho Chi Minh, amb el qual formà el Viet Minh a la conferència de Chingsi el maig de 1941. A finals d'aquest any Giáp es traslladà a les muntanyes del Vietnam per crear els primers grups guerrillers.

### Carrera Militar
Dirigent militar autodicacta del Vietminh, el Nadal de 1944 capturaren un punt militar francès, després d'haver format els primers batallons de les seves forces armades.
Iniciada la Guerra d'Indoxina el desembre de 1946 després del bombardeig de Haiphon per part de França, es replegà a la Xina fins que l'octubre de 1950 va ocupar la zona muntanyosa fronterera. A partir d'aquest moment, la guerrilla es va generalitzar al Vietnam i a Laos. Tanmateix, Giáp sempre va considerar que només la formació d'un veritable exèrcit podia derrotar els colonialistes.
A finals de 1953 Giáp accepta el repte francès d'una batalla definitiva a Dien Bien Phu, en què, després de setmanes de lluita, les tropes vietnamites van sortir vencedores després d'un setge de 53 dies iniciat el 13 de març i finalitzat el 7 de maig de 1954.
Després de la conferència de Ginebra que reconeixia la independència de les colònies d'Indoxina, Giáp es convertí en ministre de defensa del Vietnam del Nord. Simultàniament, dirigí les operacions al sud contra l'exèrcit estatunidenc i els seus aliats. Va aconseguir convertir el fracàs de l'ofensiva de 1968 en un èxit polític, al demostrar als nord-americans que s'enfrontaven a una guerra inacabable. Després del fracàs de l'ofensiva de la pasqua de 1972 fou temporalment apartat del comandament de les operacions, però es mantingué com a ministre de defensa.
Reconegut com un dels més grans  estrategs del segle xx, considerava que la base del poder militar residia en el suport dels camperols i en la tàctica de la guerra perllongada.

### Últims anys

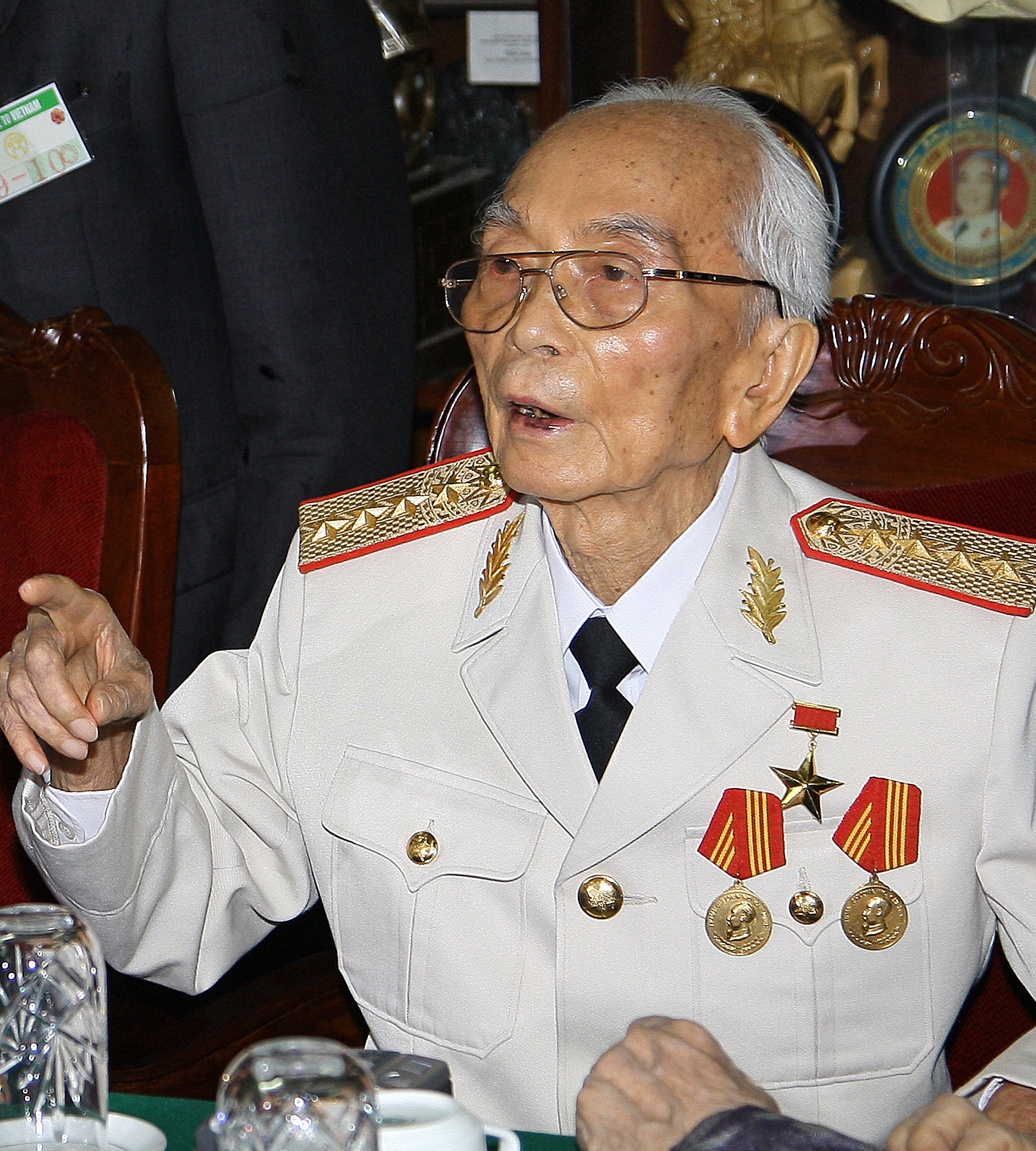
Giáp en una reunió el 2008

Poc després de la caiguda de Saigon, es va establir la República Socialista del Vietnam. En el nou govern, Giáp va ser nomenat viceprimer ministre el juliol de 1976. El desembre de 1978 va supervisar l'èxit de la Guerra cambodjana-vietnamita que va expulsar els Khmers rojos del poder i va posar fi al Genocidi de Cambodja. Com a represàlia, la Xina, aliada de Cambodja, va respondre envaint la província de Cao Bang del Vietnam el gener de 1979 i una vegada més Giáp va tenir la responsabilitat general de la resposta, que va expulsar els xinesos després d'un mes. Finalment es va retirar del seu càrrec al Ministeri de Defensa el 1981 i es va retirar del Politburó el 1982. Va romandre al Comitè Central i Viceprimer Ministre fins que es va jubilar el 1991.
Giáp va escriure extensament sobre teoria i estratègia militars. Entre els seus treballs destaquen Big Victory, Great Task; Exèrcit Popular, Guerra Popular; Ðiện Biên Phủ; i Guanyarem.
El 1995, l'exsecretari de Defensa dels Estats Units, Robert McNamara, es va reunir amb Giáp per preguntar-li què va passar el 4 d'agost de 1964 en el segon incident del Golf de Tonkin. Absolutament res, va respondre Giáp. Giáp va dir que l’atac del 4 d'agost de 1964 havia estat imaginari.
L'evidència final que no hi havia hagut cap atac vietnamita contra vaixells nord-americans la nit del 4 d'agost de 1964 va ser proporcionada pel llançament d'una versió lleugerament  interessada.
En una entrevista de 1998, William Westmoreland va criticar la destresa en el camp de batalla de Giáp, afirmant: «Per la seva pròpia confessió, a principis de 1969, crec que havia perdut, què, mig milió de soldats? Va informar d'això. Ara, aquest menyspreu per la vida humana pot convertir-se en un adversari formidable, però no fa que un militar com aquell militar estatunidenc hagués perdut el geni ».

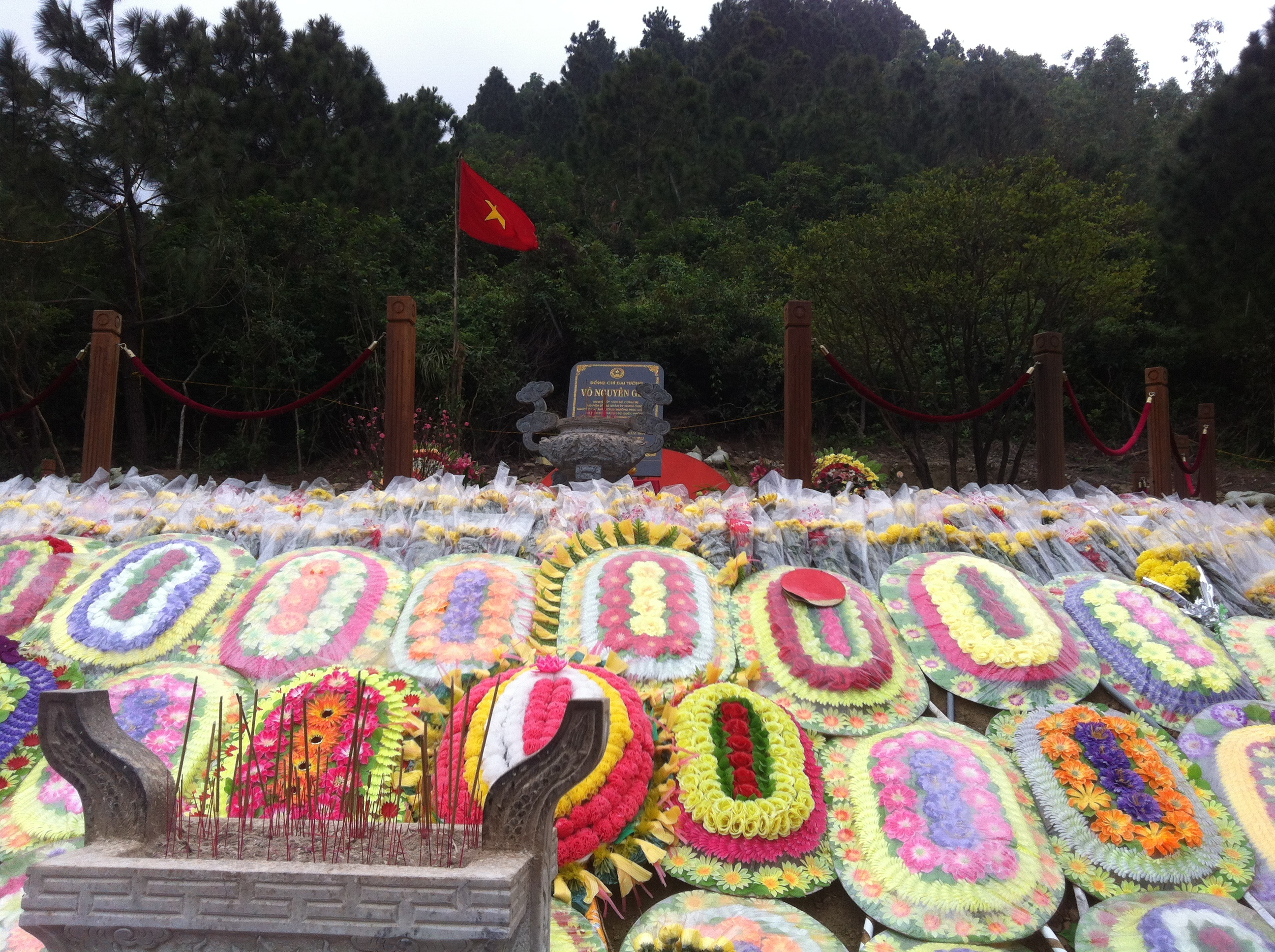
Tomba de Võ Nguyên Giáp a la província de Quảng Bình

L'historiador estatunidenc Derek Frisby va criticar la visió de Westmoreland, que va dir que reflectia un fracàs en la comprensió de la filosofia bàsica de Giáp de la guerra revolucionària. Segons Frisby, «Giap va entendre que una guerra prolongada costaria moltes vides, però això no sempre es traduïa en guanyar o perdre la guerra. En última instància, Giap va guanyar la guerra tot i haver perdut moltes batalles, i mentre l'exèrcit sobrevisqués per lluitar un altre dia, la idea del Vietnam va viure en el cor de la gent que la donaria suport, i aquesta és l'essència de la guerra revolucionària». El secretari d'Estat de Nixon, Henry Kissinger, va dir: «Vam lluitar en una guerra militar; els nostres oponents van lluitar una política. Vam buscar el desgast físic; els nostres oponents van apuntar al nostre esgotament psicològic. En el procés vam perdre de vista una de les màximes cardinals de la guerra de guerrilles: la guerrilla guanya si no perd. Les forces armades convencionals del Nord no perden les seves forces armades del Vietnam».
En comparació amb altres líders nord-vietnamites que van afavorir una ofensiva ràpida total al Sud per aconseguir la victòria en un període curt com Lê Duẩn, Giáp era relativament prudent i creia en una lluita militar més prolongada, que no seria tan costosa en efectius humans. Tanmateix, estava disposat a passar la vida dels seus soldats amb el que els comandants nord-americans considerarien un abandonament imprudent, si això era el que calia per guanyar la guerra. Giáp va explicar al periodista estatunidenc Stanley Karnow el 1990:
{{Cita|No érem prou forts per expulsar mig milió de tropes americanes, aquest no era el nostre objectiu. La nostra intenció era trencar la voluntat del govern estatunidenc de continuar la guerra. Westmoreland es va equivocar en esperar que la seva potència de foc superior ens trituraria. Si ens haguéssim centrat en l'equilibri de forces, ens hauríen vençut en dues hores. Estàvem fent una guerra popular... Al final, les armes sofisticades, els dispositius electrònics i tota la resta d'Amèrica no van servir de res. A la guerra hi ha dos factors: els éssers humans i les armes. En definitiva, però, l'ésser humà és el factor decisiu.

Després de la conclusió de la Guerra del Vietnam, Giáp va escriure extensament sobre la seva estratègia militar. El passatge posterior d'un dels seus llibres explica el seu mètode per derrotar un poderós enemic estranger:
| « | La guerra d'alliberament és una guerra prolongada i una guerra dura en la qual hem de confiar principalment en nosaltres mateixos, perquè som forts políticament però febles materialment, mentre que l'enemic és molt feble políticament però més fort materialment. La Guerra de guerrilles és un mitjà per lluitar contra una guerra revolucionària que es basa en l'esperit heroic per triomfar sobre les armes modernes. És el mitjà pel qual la gent d'un país feble i mal equipat pot enfrontar-se a un exèrcit agressiu que posseeix millors equips i tècniques. Les tàctiques correctes per a una guerra revolucionària prolongada són fer una Guerra de guerrilles, avançar de la Guerra de guerrilles a la guerra regular i després combinar estretament aquestes dues formes de guerra; passar de la guerrilla al mòbil i després a la Guerra de setge. Acumula mil petites victòries per convertir-les en un gran èxit". | » |

El 2009, Giáp es va convertir en un destacat crític de la mineria de bauxita al Vietnam després dels plans governamentals d'obrir grans àrees de les terres altes centrals a aquesta pràctica. Giáp va donar suport a un estudi de la dècada del 1980 en què els experts desaconsellaven la mineria que danyava el medi ambient i la seguretat nacional.

## Obra publicada
- "Big Victory, Great Task": North Viet-Nam's Minister of Defense Assesses the Course of the War (en anglès).  Praeger, 1968.
- People's War: People's Army : The Viet Cong Insurrection Manual for Underdeveloped Countries (en anglès).  Natraj Publishers, 1974.
- Đại tướng Võ Nguyên Giáp với chiến dịch Điện Biên Phủ (en vietnamita).  Nhà xuất bản Quân đội nhân dân, 2004.